# Flaga kraju preszowskiego
Flaga kraju preszowskiego składa się z czterech podłużnych pasów:
- białego, o wielkości 2/6 flagi,
- żółtego, 1/6,
- niebieskiego, 1/6,
- czerwonego, 2/6.

Ma proporcje dwa do trzech.